# 橘元任
橘 元任（たちばな の もととう）は、平安時代中期の貴族・歌人。橘永愷（能因）の子。官位は従五位下・少内記。

## 経歴
文章生に補されたのち、少内記を経て、永承元年（1046年）叙爵。最終官位は散位従五位下。
『後拾遺和歌集』に2首（歌番号83・244）、『金葉和歌集』に2首（歌番号170・664）、『詞花和歌集』に1首（歌番号82）それぞれ入集。

## 系譜
- 父：橘永愷（能因）
- 母：不詳
- 妻：不詳
  - 男子：橘基家[2]
  - 男子：橘忠元[3]
  - 男子：橘良元